# قايدو
قايدو (9 مارس 1976 بريبيراو بريتو في البرازيل - ) هو لاعب كرة قدم برازيلي في مركز الوسط. لعب مع شانغهاي غرينلاند شينهوا ونادي سانت غالن ونيويورك ريد بولز.

## وصلات خارجية
- قايدو على موقع الدوري الأمريكي (الإنجليزية)
- قايدو على موقع قاعدة بيانات كرة القدم.إي يو (الإنجليزية)
- قايدو على موقع عالم كرة القدم.نت (الإنجليزية)